# فرودگاه روبروال
فرودگاه روبروال  (به انگلیسی: Roberval Airport) یک فرودگاه همگانی باربری با کد یاتا YRJ است که یک باند فرود آسفالت دارد و طول باند آن ۱۵۲۴ متر است. این فرودگاه در کشور کانادا قرار دارد و در ارتفاع ۱۷۹ متری از سطح دریا واقع شده است.